# Åke Larsson

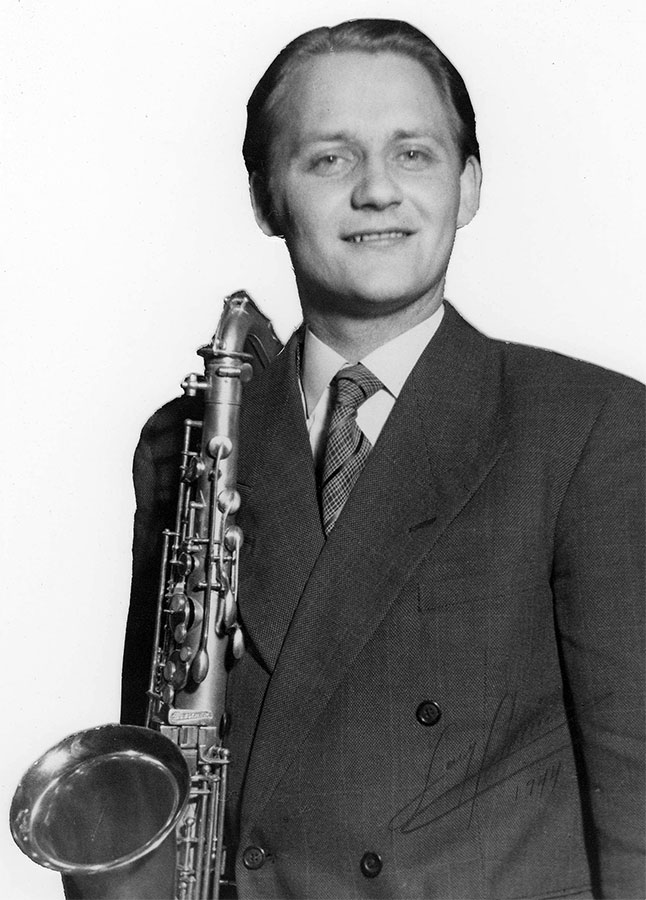
Åke Larsson

Åke Gerhard Larsson (Utansjö, 26 maart 1921 - aldaar, 21 augustus 2009) was een Zweeds componist, presentator, muzikant en muziekproducent.
Samen met Leon Landgren was Larsson actief als muziekproducent en -uitgever. Hun song "Ann-Caroline" werd opgenomen door Thory Bernhards en werd een hit. Het lied werd in het Engels vertaald door Paddy Roberts en werd gezongen door Anne Shelton onder de titel "Lay Down Your Arms". Larsson domineerde de eerste jaren het "Melodifestival" en schreef vier van de vijf winnende songs in de periode 1958-1962. Hij lag aan de basis van de platenmaatschappij "Olga", die in de jaren 1960 grote successen kende met de popgroep "The Hep Stars". Hij was ook manager van de groep in 1963-1969.
- Bibsys: 2135822
- International Standard Name Identifier: 0000 0000 5904 6442
- Library of Congress Control Number: no2010075030
- MusicBrainz: c1ba40dc-360a-4242-9e84-5b687486c3e6
- Nationale Bibliotheek van Israël: 987007315487405171
- LIBRIS: 55678
- Virtual International Authority File: 61145970077632250865